# Revuelta en Somalia de 1961
La Revuelta en Somalia de 1961 fue una insurrección armada e intento de golpe de Estado en el norte de Somalia que tuvo lugar en diciembre de 1961. Los golpistas, un grupo de oficiales subalternos originarios del norte, pretendían restaurar la independencia del Estado de Somalilandia.

## Antecedentes
Después de que el Territorio en Fideicomiso de Somalilandia se unificara con el Estado de Somalilandia en 1960, se descubrió que las dos entidades políticas se habían unificado bajo diferentes Actas de Unión. El Parlamento de la recién unificada República de Somalia creó rápidamente una nueva Ley de Unión para toda Somalia, pero esta nueva ley fue ampliamente rechazada por el antiguo Estado de Somalilandia. De todos modos, el Parlamento dominado por el sur ordenó un referéndum en todo el país para confirmar el Acta de Unión. Gran parte de la población del norte boicoteó el referéndum y solo 100.000 norteños votaron. De ellos, más del 60% estaba en contra de la unión bajo la nueva acta. El referéndum aun así fue aprobado. Además, el clan Isaaq que dominaba el norte era tradicionalmente hostil hacia los clanes Hawiye y Darod del sur, que dominaban cada vez más la política en toda la república. En consecuencia, el apoyo del Norte a la unión comenzó a deteriorarse.
El malestar y la oposición a la unión aumentaron aún más a medida que los políticos del sur comenzaron a ocupar la mayoría de los cargos políticos en la recién unificada República de Somalia. Esto generó temores de que el antiguo Estado de Somalilandia pudiera convertirse en un puesto de avanzada descuidado. A su vez, muchos funcionarios administrativos y oficiales del norte fueron trasladados al sur para calmar las tensiones regionales.

## Revuelta

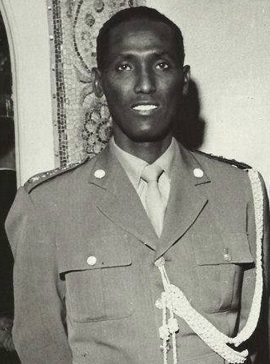
Los golpistas creían que contaban con el apoyo del general Daud Abdulle Hirsi (fotografiado en 1963), aunque este último respaldaba plenamente al gobierno central.

Además de estas tensiones, también hubo agravios personales entre varios oficiales militares de ascendencia norteña, los cuales consideraban que los oficiales del sur que habían sido nombrado superiores tras la unificación tenían poca educación y no eran aptos para ser comandantes. Además, se sospechaba que el gobierno prefería a los oficiales del sur formados en Italia que los oficiales del norte formados en Reino Unido.
Un grupo de al menos 24 suboficiales alternos, incluidos varios que había sido entrenados en el Reino Unido, finalmente conspiraron para poner fin a la unión entre Somalia y Somalilandia. Uno de los golpistas fue Hussein Ali Duale, quien más tarde se convirtió en un destacado político separatista de Somalilandia. Los conspiradores creían que contaban con el apoyo del general Daud Abdulle Hirsi, jefe del Ejército Nacional Somalí.
Cuando los golpistas lanzaron su revuelta en diciembre de 1961, querían apoderarse de las principales ciudades de Somalilandia. El investigador Ken Menkhaus argumentó que el intento de golpe no tenía «ninguna posibilidad de éxito» desde el principio, ya que los golpistas no gozaban del apoyo mayoritario entre la población del norte ni entre las tropas locales. Un grupo de oficiales subalternos tomó el control de la estación de radio en Hargeisa, anunciando sus intenciones y que contaban con el apoyo del general Hirsi. Otro grupo de golpistas intentó arrestar a oficiales superiores de origen sureño en la localidad de Burao, pero fracasó.
El gobierno de Mogadiscio quedó sorprendido por la revuelta, pero reaccionó rápidamente. El general Hirsi declaró a través de Radio Mogadiscio que no estaba involucrado en la revuelta, tras lo cual suboficiales de origen norteño actuaron contra los golpistas en Hargeisa. Los leales retomaron Radio Hargeisa y mataron a un golpista. La revuelta fue sofocada en cuestión de horas, y todos los golpistas supervivientes fueron arrestados.

## Posterioridad
Aunque la revuelta no contó con el apoyo de la población del norte, los lugareños todavía simpatizaban con los golpistas. Por lo tanto, el gobierno se inclinó por optar por un trato indulgente. Los conspiradores fueron juzgados y un juez británico los absolvió, razonando que no existía ningún Acta de Unión legítima. En consecuencia, los oficiales no pudieron ser sentenciados con base en la ley, mientras que toda la presencia del sur en el norte quedó legalmente cuestionada. Las implicaciones más amplias del fallo fueron ignoradas en Somalia en ese momento, pero luego se volvieron importantes para los norteños que trataban de justificar la separación de Somalilandia de Somalia. De todos modos, el gobierno somalí aceptó el fallo y liberó a los implicados.
En las décadas posteriores a la unificación, la insatisfacción por la marginación percibida siguió siendo alta en el norte. A pesar de esto, algunos miembros de la élite política de Somalilandia lograron obtener puestos de alto rango en el ejército y el gobierno. Incluso algunos de los oficiales que habían participado en la revuelta de 1961, como Duale, ascendieron a puestos destacados. Esto no resolvió las tensiones y los separatistas del norte finalmente se rebelaron en 1981, contribuyendo a la rebelión somalí. En 1991, Somalilandia logró la independencia de facto.